# シオン・ラッセル・ジョーンズ
シオン・ラッセル・ジョーンズ（Siôn Russell Jones） はウェールズの首都カーディフのシンガーソングライター。これまでに2枚のスタジオ・アルバムと2枚のEPを発表している。本人は自身の音楽をポップ、フォーク、オルタナティヴ・ミュージックなどと語り、一般にマムフォード・アンド・サンズやサイモン&ガーファンクル、ジェフ・バックリィらと比較されている。

## 来歴
7歳でギターを弾き始め、グラモルガン大学で音楽を学んだ。2010年10月、The Still Small Voice Recordsからデビュー・アルバム「And Suddenly」をリリース。「And Suddenly」はカーディフのATRiuM在学最終年にレコーディングされたものである。: アルバム収録曲「Indestructible」はBBCラジオウェールズのシングル・オブ・ザ・ウィークに輝き、以来彼の名は広く知られることとなった。また同曲は人気タレントクレイグ・チャールズがBBC Radio 2で放送していた番組内で熱烈に支持された。
2011年、ジョーンズはBDi musicと出版契約を締結。その夏にはHowTheLightGetsIn、The Acoustic Festival of Britain、Festival of the Celts、Greenman Festivalといったロック・フェスティバルに出演、翌年には念願のサウス・バイ・サウスウエストへの出演も果たす。

2014年5月、セカンド・アルバム「Lost No More」で日本デビューを飾った。

## ディスコグラフィー

### アルバム
- And Suddenly (2010)
- Lost No More (2014)

### EP
- Be Excellent To Each Other (2011)
- So Long (2013)
- Tŷ'r Stafell (2014)
- Something on My Side (2015)

### シングル
- Best Of Me(2013) ミュージックビデオ
- The Great Unknown(2015) ミュージックビデオ